# Argentina nos Jogos Olímpicos de Verão de 1900

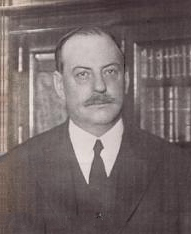
Esgrimista argentino Francisco Camet

A Argentina participou dos Jogos Olímpicos de Verão de 1900 em Paris, na França. O país fez sua estreia nos Jogos em 1900, sem conquistar nenhuma medalha.